# Утомлённые солнцем
«Утомлённые со́лнцем» (фр. Soleil trompeur) — российско-французский фильм 1994 года режиссёра Никиты Михалкова. 
В 1994 году удостоен Государственной премии Российской Федерации.
Лауреат премии «Оскар» за «Лучший фильм на иностранном языке» и Гран-при 47-го Каннского фестиваля.
В 2010—2011 годах вышло продолжение фильма — «Утомлённые солнцем 2» в двух частях: «Утомлённые солнцем 2: Предстояние» и «Утомлённые солнцем 2: Цитадель».

## Название
Название фильма отсылает к популярному в 1930-е годы танго «Утомлённое солнце», неоднократно звучащему в фильме. Кроме того, оно ассоциируется с названием книги и фильма «Унесённые ветром» — американской любовной драмы, разворачивающейся на фоне масштабных исторических потрясений. Сравнение с этим фильмом проводили кинокритики:
- Андрей Плахов[3]:

…по форме «Утомлённые солнцем» следуют традиции «брежневского кино со знаком качества»: интимный психологизм и живописная красивость в первой половине сменяются во второй реанимацией большого эпического стиля — унесённого ветром истории и вызывающего ностальгическую боль. Что касается содержания, то это и есть наши «Унесённые ветром» — консервативный кинороман с любовной интригой, спроецированной на плоскость истории.
- Татьяна Тишкевич[4]:

Знаменитое танго своей щемящей мелодией передаёт зрителю искорку горькой тоски об утрате чего-то чистого и настоящего, а также даёт название самому фильму — «Утомлённые солнцем», которое, перекликаясь с названием другого эпического произведения — «Унесённые ветром», и свидетельствует о существовании Высших Сил в судьбе человека, ему неподвластных.

## Сюжет
Действие картины начинается летом 1936 года накануне массовых политических репрессий в СССР, в день четвёртой годовщины сталинского дирижаблестроения. Сергей Петрович Котов (Никита Михалков) — легендарный комдив, истинный коммунист, отмеченный наградами герой Октябрьской революции и Гражданской войны, любимец Сталина — живёт на подмосковной даче вместе с супругой Марусей (Ингеборга Дапкунайте), маленькой дочерью Надей (Надежда Михалкова) и родственниками Маруси — большой и шумной семьёй интеллигентов и бывших дворян, сохранивших практически в полной неизменности свой дореволюционный образ жизни, характеризующийся неторопливыми завтраками и безобидными проказами. Котов, будучи полуотставником, остаётся харизматичной фигурой, им все восхищаются за его личное обаяние и жизнерадостный настрой.
Спокойная и беззаботная жизнь на даче прерывается неожиданным приездом Мити (Олег Меньшиков), интеллектуала и музыканта, старого друга семьи и когда-то — ученика отца Маруси. Выясняется, что за восемь лет до описываемых событий, в 1928 году, Митя и Маруся были помолвлены, но Митя вскоре исчез, не сказав ни слова и оставив Марусю убитой горем. От потрясения она даже пыталась вскрыть себе вены и потом долго ждала Митю, веря в то, что он вернётся. В конце концов она повстречала Котова, который, несмотря на значительную разницу в возрасте и отсутствие интереса со стороны Маруси, страстно влюбился в неё и со временем добился взаимности.
Жители дачи с радостью принимают вернувшегося Митю. Маленькой Наде он представился как «дядя Митяй».
Оказывается, что незадолго до Октябрьской революции Митя отправился на фронт Первой мировой войны, но попал в плен и был вынужден скитаться по Европе, подрабатывая уличным музыкантом, водителем такси, артистом кабаре и «даже тапочки шил», а затем влился в Белое движение. Спустя 10 лет, уже после революции, зимой 1927 года Мите удаётся вернуться на родину, но он не узнаёт свою страну — так сильно она изменилась. Митя возвращается в дом, в котором вырос, в надежде, что сможет, наконец, жениться на Марусе и зажить спокойной семейной жизнью.
Однако вскоре после возвращения Митю вызвал к себе высокопоставленный чиновник (как позже выяснилось, это был комдив Котов) и заставил написать заявление с просьбой разрешить ему выезд за границу с тем, чтобы «заниматься музыкальной деятельностью». Эта директива привела Митю в Париж, где он должен был отслеживать бывших участников Белого движения. Неожиданный и резкий отъезд Мити в начале 1928 года поверг членов семьи Маруси в состояние шока и растерянности, и в течение следующих долгих восьми лет о его местонахождении не было никаких сведений. Охваченная горем и отчаянием, Маруся в конце концов приняла решение выйти замуж за Котова, и у них родилась дочь Надя. Тем не менее, все эти события практически никак не повлияли на атмосферу внутри дома, которая, как и прежде, наполнена радостью и счастьем.
После разговора с Котовым выясняется, что истинные намерения Мити, скрывающиеся за его юмористичной и дружелюбной натурой, не столь искренние и добрые, как это могло показаться на первый взгляд. Теперь он сотрудник НКВД, и ему поручено арестовать Котова по сфабрикованному обвинению в заговоре. Вполне очевидно, что действия Мити подогреваются глубоко укоренившейся обидой на Котова за то, что тот десять лет назад отослал его за рубеж, разлучив с возлюбленной Марусей и заставив работать на советский режим вопреки его убеждениям. Из-за предательства Котова Митя почувствовал себя лишённым всего, что ему было дорого — жизни, карьеры, любви, родины и веры.
Котов меж тем напоминает Мите о его сотрудничестве с ОГПУ в прошлом, когда с его помощью высокопоставленных членов Белой армии похищали, привозили в Подмосковье и расстреливали без суда и следствия как врагов народа. Митя же утверждает, что его заставили это делать, пообещав пустить обратно в страну и вернуться в дом детства, но, как выяснилось, обманули. Однако Котов убеждён, что действия Мити вызваны корыстными мотивами, а себя он считает «козлом отпущения», на которого Митя пытается переложить вину.
Упомянув о своей популярности и дружбе со Сталиным, Котов с полной уверенностью заявляет Мите, что его никто не посмеет тронуть. Он считает Митю «политической проституткой» и что, пойдя на должностное преступление и предупредив Котова об аресте, Митя пытается заручиться поддержкой на будущее на случай, если дело обернётся против него самого и тем самым хочет угодить «и нашим, и вашим». Объяснившись, Котов и Митя прилюдно продолжают на публике поддерживать иллюзию дружбы, чтобы не разрушить гармонию семейной жизни людей, которые им дороги. Несмотря на кажущееся спокойствие, Котов всё же выдаёт признаки нервозности.
В конце фильма для ареста комдива на дачу в чёрном автомобиле, назвавшись работниками областной филармонии, приезжают сотрудники НКВД в штатском. Пытаясь оградить своих близких от суровой правды, Котов незаметно сообщает семье о срочной необходимости отъезда в Москву по служебным делам. Члены семьи радушно приглашают «гостей» присоединиться к ним за обеденным столом, прощаются под душевные песни, а Наде даже разрешают проехаться в автомобиле часть пути. Не осознавая всей серьёзности ситуации, она радостно прощается с отцом и идёт домой.
Находясь в машине, комдив Котов по-прежнему уверен в собственной правоте: вера в неприкосновенность комдива Красной армии продолжает оставаться в нём непоколебимой. Он уверен, что простой звонок Сталину быстро разрешит любые проблемы и, насмехаясь, намекает чекистам, что их карьере скоро придёт конец. Напряжённая ситуация приходит к неожиданной развязке, когда на пути появляется стоящий поперёк полевой дороги грузовик. Его шофёр крайне раздражён тем, что полдня колесит по округе в поисках нужного ему посёлка, а никто из местных не может показать ему дорогу, и утверждает, что в его машине кончился бензин.
Подойдя к машине, шофёр грузовика радостно узнаёт комдива, но как только Котов пытается выйти из машины, чтобы объяснить, как проехать в посёлок, чекисты жестоко его избивают и связывают, одновременно застрелив водителя грузовика, ставшего случайным свидетелем происшествия. По обрывкам разговора Котов приходит к пониманию того, что всё уже решено наверху, и плачет от бессилия. Митя, погрузившись в свои мысли, безучастно наблюдает за ситуацией, глядя на избитого комдива, залитого кровью. Автомобиль продолжает свой путь, скрываясь за величественным плакатом с изображением Сталина, подвешенным на аэростате по случаю дня дирижаблестроения и воздухоплавания.
В эпилоге фильма сообщается, что комдив Сергей Котов был расстрелян 12 августа 1936 года. Его жена Мария и дочь Надя были арестованы 12 июня: Мария умерла в лагере в 1940 году, тогда как Надя же 27 ноября 1956 года вместе с отцом и матерью была полностью реабилитирована. Унаследовавшая музыкальный талант от матери, Надежда Котова посвятила себя профессии педагога в одной из музыкальных школ Казахстана. В заключительных сценах фильма Митя лежит в ванне со вскрытыми венами в роскошной квартире, расположенной в Доме на набережной, откуда открывается потрясающий вид на Кремль.

## В ролях
| Актёр                | Роль                                                   |
| -------------------- | ------------------------------------------------------ |
| Олег Меньшиков       | сотрудник НКВД Дмитрий Андреевич Арсентьев (Митя)      |
| Никита Михалков      | комдив Сергей Петрович Ко́тов                           |
| Ингеборга Дапкунайте | жена Ко́това Мария Борисовна (Маруся)                   |
| Надежда Михалкова    | дочь Ко́това Надя                                       |
| Вячеслав Тихонов     | дядя Маруси Всеволод Константинович                    |
| Светлана Крючкова    | домработница Катя Мохова                               |
| Владимир Ильин       | киномеханик Кирик                                      |
| Алла Казанская       | бабушка Маруси Лидия Степановна                        |
| Нина Архипова        | подруга Лидии Степановны, мать Кирика Елена Михайловна |
| Авангард Леонтьев    | шофёр                                                  |
| Андре Умански        | камердинер Мити Филипп                                 |
| Инна Ульянова        | мать Маруси Ольга Николаевна                           |
| Любовь Руднева       | студентка Всеволода Константиновича Люба Грушева       |
| Владимир Рябов       | офицер НКВД Саныч                                      |
| Владимир Белоусов    | сотрудник НКВД                                         |
| Алексей Покатилов    | сотрудник НКВД, водитель машины Алексей                |
| Евгений Миронов      | лейтенант-танкист Коля                                 |
| Марат Башаров        | танкист                                                |
| Георгий Дронов       | танкист                                                |
| Марк Симкин          | певец в зимнем парке                                   |

## Факты о фильме
Песня «Утомлённое солнце», исполняемая П. Михайловым в фильме, действие которого происходит в 1936 году, была записана певцом лишь в 1937 году. Текст песни отличается от звучащего в фильме. Ресторан «Арагви» появился в центре Москвы в 1938 году в здании дореволюционной гостиницы «Дрезден». Тем не менее, Сергей Котов во время ареста звал сотрудников НКВД в «Арагви» уже в 1936 году.
Автомобиль, на котором за Котовым приехали сотрудники НКВД, — американский Packard Six 1937 года выпуска, и поэтому в 1936 году его не могло быть, но автомобили этой марки в предвоенном СССР были.
Дача, где проводились съёмки, принадлежала экс-мэру Нижнего Новгорода Дмитрию Беднякову, даже большая часть предметов интерьера — собственность хозяина дома, а вот в продолжении, «Утомлённые солнцем-2», пришлось воссоздавать эту обстановку уже в павильонах «Мосфильма».
Исполнитель роли сотрудника НКВД Владимир Рябов в реальной жизни является уголовником-рецидивистом. В 2004 году он был арестован и приговорён к 21 году лишения свободы в исправительной колонии строгого режима за убийство. В следующих частях фильма его роль исполнил Сергей Бачурский, а персонаж, ранее имевший только отчество, стал именоваться Рябовым.
За роялем Митя поёт отрывок из арии «Recitar / Vesti la giubba» (Пора выступать! Пора надеть костюм!) из оперы «Паяцы»:

Смейся, паяц,

над своей несчастной любовью!

Смейся от горя, что овладело тобой!
Фильм был снят в период с июля по ноябрь 1993 года. Михалков выбрал быстрый график съёмок из-за дочери Нади, которой в то время было шесть-семь полных лет. Он заметил, что «дети быстро растут и теряют нежность, простоту и очарование, которые несёт в себе их юность».

## Интерпретации
Культуролог Александр Якобидзе-Гитман увидел в подтексте фильма аллюзии на реалии постсоветского времени. В подспудной атмосфере страха, скрытой за дачной идиллией, угадывается ужас позднесоветского поколения, привыкшего к стабильности и домашнему уюту, перед  наступающим правовым беспределом, произволом силовых структур и разгулом бандитизма.

## Награды
- Премия «Оскар» за лучший фильм на иностранном языке (1995).
- Гран-при жюри 47-го Каннского кинофестиваля (1994).
- Гран-при «Янтарная пантера» первого Международного кинофестиваля Балтийских государств в Калининграде.
- Приз прессы за лучший фильм (Россия, 1994).
- Государственная премия Российской Федерации (1994).

## Наследие
По мотивам ленты британский драматург Питер Флэннери написал одноимённую пьесу, по которой в 2009 году на сцене лондонского Королевского национального театра был поставлен спектакль с Киараном Хайндсом в роли Котова и Рори Кинниром в роли Мити.